# Divadlo Lubomíra Lipského
Divadlo Lubomíra Lipského působí v neoklasicistní budově postavené v Pelhřimově na konci 19. století na místě původní solnice. Fond na postavení divadelní budovy, tzv. Národního domu, byl založen v roce 1882. V letech 1895–1896 byl Národní dům vystavěn. Divadlo Lubomíra Lipského, které až do roku 2016 působilo pod názvem Městské divadlo, sídlí v Solní ulici. Je součástí příspěvkové organizace Kulturní zařízení města Pelhřimov. Budova divadla se nachází v části Pelhřimova, která je od roku 1969 městskou památkovou rezervací, a samotná budova je památkově chráněna od roku 1996.

## Budova
Množící se představení kočovných divadelních společností, českých i německých, začala v Pelhřimově vyvolávat v první polovině 19. století potřebu vzniku představení hraných místními ochotníky. Jak kočovné společnosti, tak ochotníci až do doby vzniku speciálního divadelního sálu v roce 1852 hráli svá představení některém z pelhřimovských hostinců. První divadelní sál byl prostornou přístavbou hostince „V Lázních“, kterou realizoval majitel hostince.

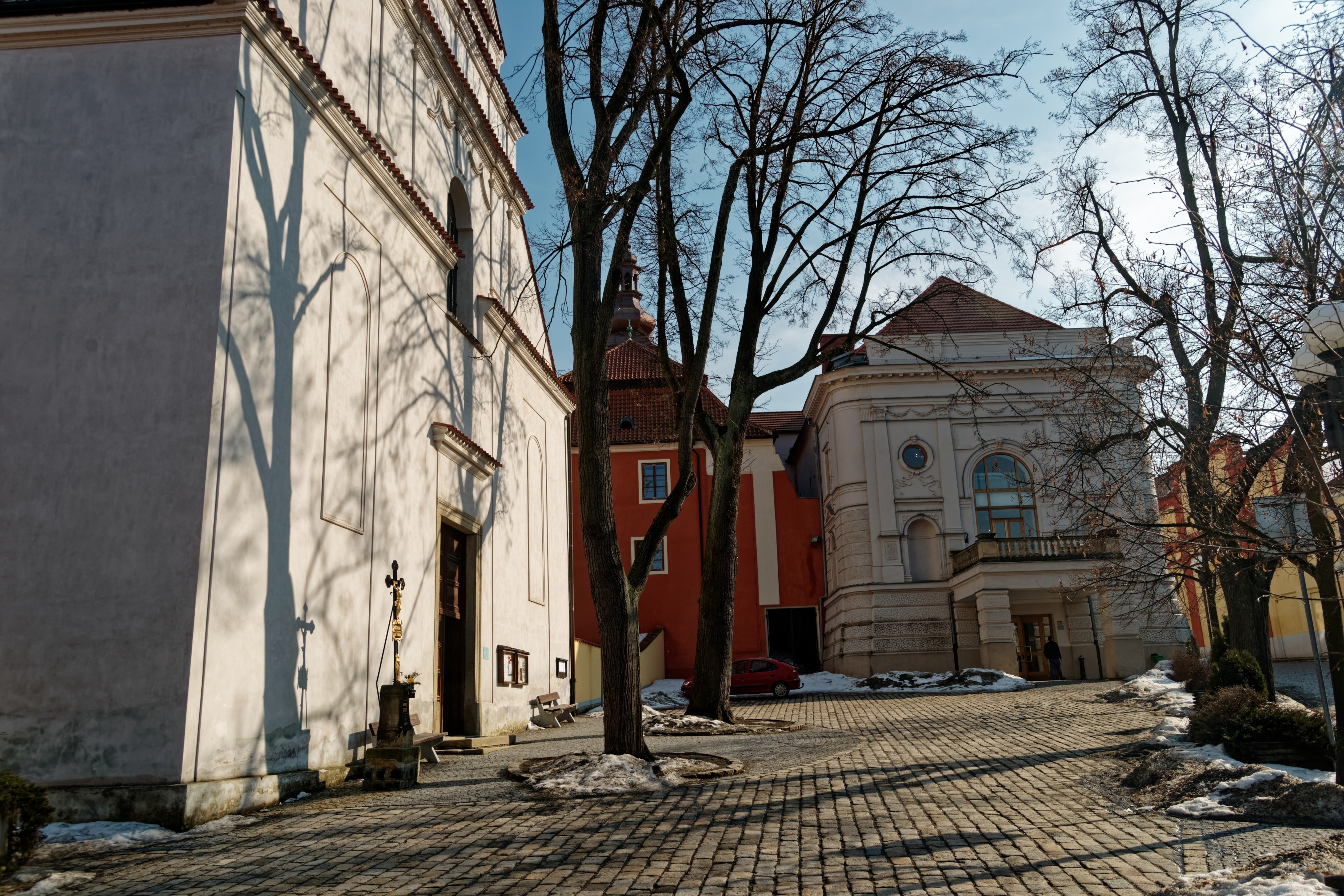
Divadlo Lubomíra Lipského, Solní ulice

V polovině 19. století se Pelhřimov stal sídlem soudního a politického okresu, což mělo za následek mj. i vzrůst českého národního uvědomění. Postupně tak vzniklo několik spolků divadelních ochotníků a dosavadní prostory přestávaly jejich bohaté činnosti postačovat. V roce 1882 byl založen fond na postavení pelhřimovského spolkového (Národního) domu, tj. městského divadla. K tomuto účelu město darovalo starou budovu solnice, která byla na začátku 18. století vestavěna do hradeb. Solnice při požáru města ve 2. polovině 18. století vyhořela a sklad soli byl přemístěn. V roce 1895 byl založen Spolek pro postavení Národního domu v Pelhřimově, byly organizovány sbírky na přebudování solnice a začalo se se stavbou. Společné družstvo, které mělo stavbu realizovat, se však záhy dostalo do finančních problémů a dokončení se musela ujmout městská pokladna. Neoklasicistní divadelní budovu postavil v letech 1895-1896 místní stavitel Stanislav Rokos, který se nechal inspirovat divadlem v nedalekém Táboře otevřeným v roce 1887. Jedná se o podlouhlou jednopatrovou budovu s hlavním průčelím do Solní ulice s fasádou zdobenou štuky; původní čtyřpatrová budova solnice byla prodloužena asi o šest metrů. V prosinci 1896 byl nový Národní dům oficiálně otevřen. Protože se díky finančním problémům na stavbě šetřilo, hrozilo Národnímu domu krátce po jeho dokončení kvůli jeho technickému stavu úřední uzavření. K tomu nedošlo, protože se podařilo vybudovat nový strop pomocí železobetonové konstrukce.
Následně prošla budova Národního domu v meziválečném období 20. století několika adaptacemi. Tou nejvýraznější bylo přebudování objektu s cílem jednak vyhovět tehdejším požadavkům na divadelní provoz, jednak umožnit v budově provoz jiných kulturních akcí (např. provoz kina, přednášková činnost). V tomto období také bylo vybaveno jeviště Národního domu novou točnou a hlediště sklápěcími sedadly.
V období 2. sv. války došlo k pořízení kruhového horizontu, vybudování nových portálů a šaten a bylo zdokonaleno elektrické osvětlení.

Národní dům poté, co v letech 1960–1962 byla ve městě postavena nová budova kina a kulturní dům, začal sloužit pouze divadelním produkcím a byl koncem roku 1966 přejmenován na Městské divadlo v Pelhřimově.

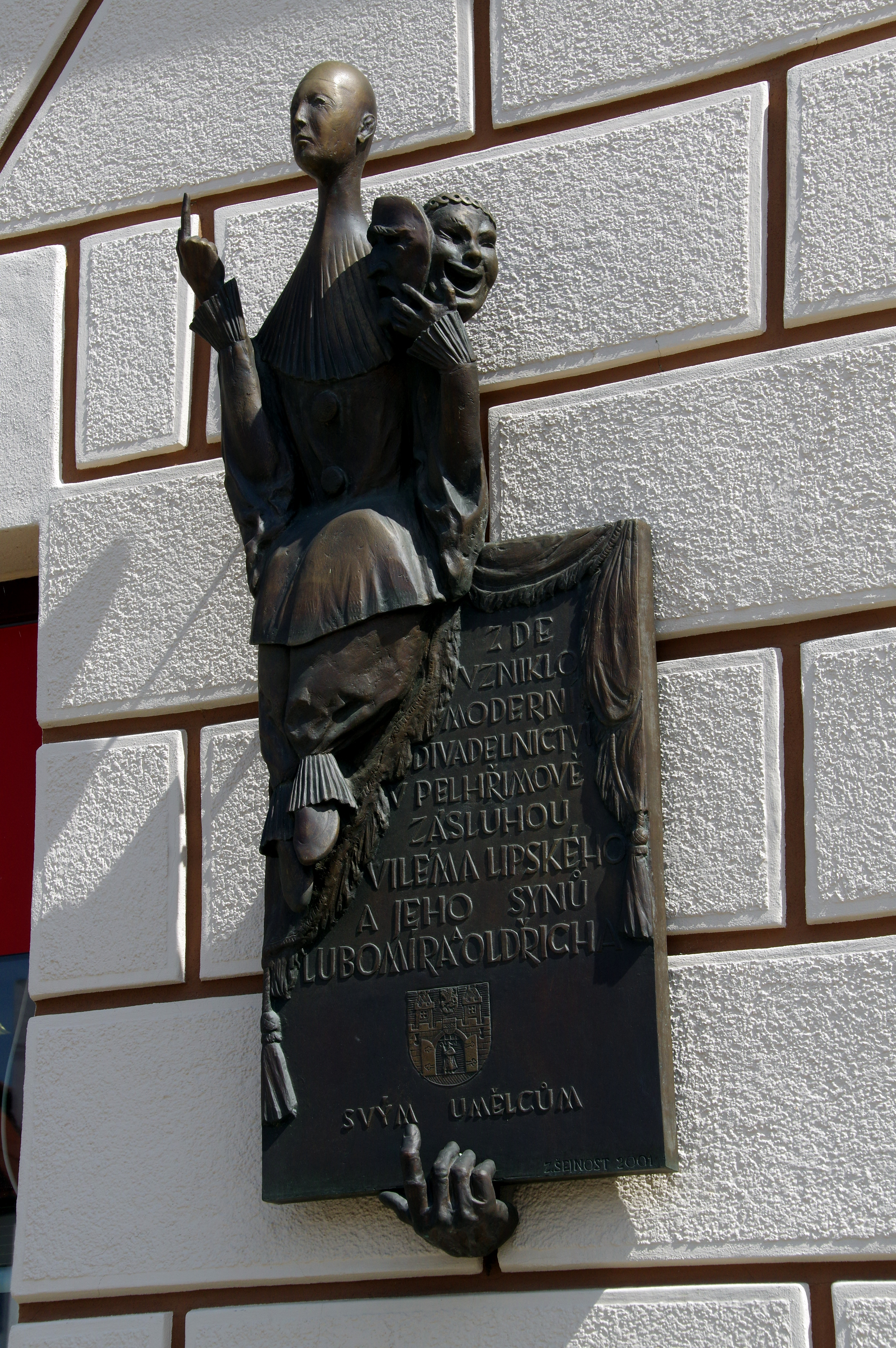
Divadlo Lubomíra Lipského - pamětní deska

Poslední větší rekonstrukce budovy proběhla na přelomu 60. a 70. let. Základní členění prostoru zůstalo nezměněno, došlo k jeho vybavení novými červenými plyšovými sedadly a dřevěným obložením. Z hlediště tehdy zmizela původní štuková výzdoba sálu - reliéfy Františka Palackého, Miroslava Tyrše, Karla Havlíčka a Karla Sladkovského. Původní štuková výzdoba se částečně zachovala pouze ve schodišťových halách. Došlo také k nové výzdobě interiérů budovy reliéfem bramborového květu jako symbolu Vysočiny od Ing, arch. Ivo Buriana, nový zábradlím od prof. Alfréda Habrmanna, obrazem tanečnice od akademické malířky Jaroslavy Pešicové a lustry ze skleněných tyčí od Reného Roubíčka. Znovuotevření zrekonstruované budovy proběhlo v listopadu 1972, první divadelní představení se uskutečnilo v dubnu 1973.
V roce 2016 došlo k jednak k rekonstrukci postranního schodiště na budově divadla, jednak k dalšímu přejmenování divadla, a to podle rodáka z Pelhřimova na Divadlo Lubomíra Lipského.

## Divadlo
Historie pelhřimovských divadelních představení sahá do konce 18. století. Od té doby se ve městě začala uskutečňovat představení sehraná jak ochotníky z řad pelhřimovských studentů, tak kočovnými profesionálními herci z českých i německých kočovných divadelních společnosti.
V druhé polovině 19. století začaly v Pelhřimově vznikat různé spolky, včetně spolku divadelních ochotníků. V roce 1894 vznikl ochotnický spolek Jednota divadelních ochotníků v Pelhřimově, který v březnu 1897 sehrál slavnostní představení - drama Jan Výrava od Františka Adolfa Šuberta v nově otevřeném Národním domě.
Jednota divadelních ochotníků v Pelhřimově v roce1905 začala působit pod názvem Rieger.
V období let 1. i 2. světové války divadelní ochotníci nemohli vystupovat. V meziválečném období 20. století se divadelní představení spolku Rieger opět konala. Jeho činnost byla obnovena v červenci 1945, a to představením Jiráskovy Lucerny. Posledním představením konaným tímto spolkem v květnu 1949 byly Drdovy Hrátky s čertem; krátce po něm byla činnost Jednoty divadelních ochotníků Rieger v Pelhřimově zastavena. V září téhož roku se v Pelhřimově sešla valná hromada ochotníků a na ní byl založen Divadelní soubor Rieger, takže již v říjnu 1949 byla obnovena činnost ochotnické divadelní organizace.
V padesátých letech a šedesátých letech soubor působil pod záštitou různých kulturních organizací. V roce 1966 se jednak konal první ročník soutěže ochotnických divadel ceny města Pelhřimova, jednak se do souboru mohli vrátit někteří jeho bývalí členové. Spolek Rieger, který se soutěže zúčastnil, získává první cenu v několika soutěžních kategoriích a na základě tohoto úspěchu je mj. Národní dům oficiálně přejmenován na Městské divadlo v Pelhřimově.
V dubnu 1973 Rieger vystoupil v rámci znovuotevření divadla po rekonstrukci a následně hraje až do roku 1985, kdy přestal hrát. V roce 1986 se konala poslední představení spolku. V roce 1989 se ze spolku stal samostatný právní subjekt pod názvem Spolek divadelních ochotníků Rieger.
Divadlo Lubomíra Lipského je spolu s jinými pelhřimovskými kulturními institucemi součástí subjektu Kulturní zařízení města Pelhřimov, p. o. Zřizovací listina příspěvkové organizace Kulturní zařízení města Pelhřimov ze dne 9. 9. 2009 v rámci vymezení hlavního účelu a tomu odpovídajícího předmětu činnosti organizaci mj. ukládá provozování Městského divadla v Pelhřimově, spolupráci s neprofesionálními uměleckými aktivitami v rámci města a pořádání kulturních produkcí.